# Bedrijfsblad
Een bedrijfsblad is een periodiek dat wordt uitgegeven door een organisatie om haar eigen boodschappen te melden aan bepaalde doelgroepen. Deze doelgroepen kunnen intern zijn (medewerkers, we spreken dan van een personeelsblad) of extern (klanten, leden, donateurs en andere externe relaties, dan is vaak de term bedrijfs- of relatieblad in gebruik).

## Rol bedrijfsbladen
Mensen willen geïnformeerd worden over hun omgeving, ook over bedrijven die tot deze omgeving behoren, bijvoorbeeld als werkgever of leverancier.

## Verschijningsvorm
Er zijn simpele nieuwsbrieven via e-mail en glossy magazines van 200 gedrukte pagina's. Maar allemaal hebben ze tot doel de relatie tussen de organisatie en bepaalde belanghebbenden te bestendigen. 

## Nederland

### Geschiedenis
Het eerste personeelsblad van Nederland verscheen in 1882. Het was De Fabrieksbode van de Koninklijke Nederlandsche Gist- en Spiritusfabriek (thans onderdeel van DSM). Directeur J.C. van Marken van dat bedrijf wilde zijn beleid toelichten, maar ook "aan beambten en werklieden de gelegenheid aanbieden door ingezonden stukken en mededelingen hun inzichten over het werk (...) onder de aandacht van het personeel te brengen". 
Het eerste Nederlandse relatieblad verscheen rond 1900 bij verffabriek Talens.

### Economisch belang
Radboud Universiteit zegt op basis van 'een voorzichtige schatting' dat er in Nederland vijf tot zeshonderd miljoen euro per jaar wordt uitgegeven aan bedrijfsbladen (vijftien procent van het totale budget aan communicatie). Dit bedrag is exclusief interne personeelskosten. Bij deze bedrijven zijn ongeveer 5.000 bedrijfsbladenmakers werkzaam die samen zo'n 11.000 bedrijfsmedia publiceren. Daarnaast zijn er naar schatting 2.500 bedrijfsjournalisten werkzaam bij communicatiebureaus. Volgens journalistenvakbond NVJ zijn er in Nederland in totaal tussen de 12.000 en de 14.000 journalisten. Het Oplage Instituut berekende dat er in Nederland zo'n 2.000 dagbladen, publieksbladen en vakbladen zijn. Het aantal bedrijfsbladen in Nederland is dus meer dan het vijfvoudige daarvan. Zestig procent van de Nederlandse bevolking ontvangt een of meer bedrijfsbladen.